# Alberto Braglia
Alberto Braglia (født 23. marts 1883 i Modena, død 5. februar 1954 i Modena) var en italiensk gymnast, som vandt tre guldmedaljer ved de olympiske lege i 1908 og 1912.
Braglia begyndte at dyrke gymnastik som 12-årig. Han deltog første gang i et OL ved olympiske mellemlege 1906 i Athen, hvor han vandt to sølvmedaljer i henholdsvis femkamp og sekskamp, i begge tilfælde tæt efter vinderen, Pierre Payssé fra Frankrig. Han vandt sin første OL-guldmedalje i London 1908 i all-round-konkurrencen, men kort efter legene pådrog han sig en alvorlig skulderskade, ligesom han fik en depression på grund af sin fireårige søns død. Han kom sig dog igen og stillede op igen ved OL fire år senere i Stockholm, hvor han var fanebærer for Italien. Han genvandt sin guldmedalje i all-round-konkurrencen og var med på Italiens guldhold i holdkonkurrencen.
Efter OL i 1912 stoppede han sin karriere og udnyttede i stedet sine talenter som cirkusakrobat. Han vendte tilbage til sin sport som træner for det italienske gymnastikhold ved OL i 1932.
Han døde på en lægeklinik i 1954 efter at være blevet ramt af hjertestop.